# Cyrtosia meridionalis
Cyrtosia meridionalis är en tvåvingeart som först beskrevs av Camillo Rondani 1863.  Cyrtosia meridionalis ingår i släktet Cyrtosia och familjen svävflugor. Inga underarter finns listade i Catalogue of Life.